# 湖南路街道 (南京市)
湖南路街道是中国江苏省南京市鼓楼区下辖的一个街道办事处，位于南京市中心，鼓楼区中部，东到中山路、中央路，南到广州路，西到上海路、云南路、江苏路、中山北路，北到虹桥、童家巷，面积约2.62平方公里，常住人口约11万。
下设居委会8个：青岛路社区、南秀村社区、大方巷社区、云南路社区、傅厚岗社区、马台街社区、丁家桥社区、裴家桥社区。
区域内南部为南京大学所在地，沿中山路有鼓楼医院、市供电局等机构；在鼓楼以北，有江苏省人大（中山北路）、省军区（湖南路）、省出版集团、市电信局等省、市机关单位。